# Fejér (ancien comitat)
Fejér est un ancien comitat de Hongrie.